# Пиленга (река, впадает в Охотское море)
Пи́ленга — река на острове Сахалин. Длина реки — 49 км. Площадь водосборного бассейна — 550 км².
Начинается к западу от горы Лагерной, входящей в состав Центрального хребта. Течёт в общем северо-восточном направлении через лиственнично-берёзовый лес. Впадает в Охотское море севернее мыса Рымник. Ширина реки около устья составляет 30 метров, глубина — 1 метр, скорость течения равна 0,9 м/с.
Протекает по территории Смирныховского городского округа Сахалинской области.
Притоки: Виляйка (лв), Каменистая (пр), Ключевая (пр), Гарь (пр), Медвежка (лв), Соседка (пр), Ветка (пр), Люкама (лв), Малиновая (лв), Крюковка (пр), Южная (пр), Каскадный (пр), Короткий (лв), Оружейная (лв).

## Данные водного реестра
По данным государственного водного реестра России относится к Амурскому бассейновому округу.
Код объекта в государственном водном реестре — 20050000212118300002764.